# نوپسرها اکوتا
نوپْسِرها اَکوتا یک گونه سوسک از خانوادهٔ سوسک‌های شاخک‌دراز است. این گونه توسط Holzschuh در سال ۱۹۸۶ توصیف و بررسی شد.